# تأثیر اندیشه ایرانی بر اسلام
تأثیر اندیشه‌های ایرانی بر اسلام، موضوعی است که در طول تاریخ مورد توجه محققان و اسلام‌شناسان، قرار گرفته است. ارتباطات فرهنگی و زبانی میان ایران و دنیای اسلام، نقش کلیدی در شکل‌گیری زبان و تفکر اسلامی داشته است. برای نمونه، در نوشته‌های اسلام‌شناسان و عربی‌دان‌هایی مانند اندرو ریپین، ولفدیتریش فیشر و کلیفورد ادموند باسورث آمده که قرآن، لغت‌هایی را از زبان‌های دیگر، از جمله زبان‌های ایرانی، اوستایی، فارسی میانه، پهلوی و اشکانی گرفته است. همچنین ادیان‌شناسانی چون: بوزانی، شاکد، گلدزیهر، آندرائه، گئو ویدن‌گرن به ریشه‌یابی لغت‌های ایرانی در زبان عربی پرداخته‌اند. به نظر می‌رسد اغلب لغات ایرانی پس از تغییر در زبان عربی، مورد استفاده قرار گرفته‌اند.

## نظر پژوهشگران
- بوزانی مانند ویدنگرن بر این باور است که مفاهیم و اندیشه‌های ایرانی به‌طور کلی از طریق افسانه‌های التقاطی یهودی، ادبیات مدارسی و نوشته‌های مسیحی که رنگ تند گنوسی دارند، به عربستان رسیده است. وی خاطرنشان کرد که عناصر اندیشه‌های ایرانی را که به این وسیله انتشار یافته‌اند، طبیعتاً می‌توان به مقدار فراوان‌تری در مجموعه احادیث اسلامی یافت.[۵]
- گلدزیهر با وجود اینکه شواهدی از منابع اسلامی و ایرانی برای نظرات خود در این زمینه می‌آورد و به آنها ارجاع می‌دهد، با این وجود از آنجا که محققی محتاط است، به خواننده متذکر می‌شود که این نظر او فقط یک فرضیه است و حرف نهایی در این موضوع نیست.[۶]
- به گفته شاکد، هر چه انسان بیشتر در گنجینه ادبیات عرب مطالعه می‌کند، بیشتر به عناصر بازتابنده یا ادامه دهنده اندیشه‌های کهن ایرانی در آن پی می‌برد.[۷]
- به گفته یارشاطر، برخی از شباهت‌ها میان قرآن و فرهنگ ایرانی ممکن است حاصل فرایند معکوس تأثیر اسلام بر کتاب‌های زرتشتی در قرن نهم میلادی باشد. هر چند ریشه مفاد و مضمون این آثار عموماً به روزگار پیش از اسلام برمی‌گردد.[۸] گرچه عناصر ایرانی در سنن اسلامی (حدیث) - که بازتاب دهنده عقاید و رسوم محلّی است- قابل تمایز است، این عناصر را نمی‌توان همیشه با دقت در قرآن پیدا نمود. یکتاپرستی محکم و خدشه ناپذیر محمد، حتی تطبیقات مفاهیم و عبارات مسیحی-یهودی را چنان تغییر شکل داده که به گفته بوزانی عهد عتیق در مقایسه با قرآن تقریباً مشرکانه به نظر می‌رسد. علاوه بر این به نظر نمی‌رسد که محمد تماس مستقیم با جامعه‌ای از ایرانیان زرتشتی داشته بوده باشد. با این همه، روشن است که دین زرتشتی در آفاق دینی محمد قرار داشته است. در واقع، در قرآن (سوره ۲۲، آیه ۱۷) از مجوس در کنار یهودیان، صائبین و مسیحی‌ها، در مقابل مشرکان یاد می‌کند.[۹] یارشاطر بعد از بررسی اجمالی و کوتاه به دو نکته اشاره می‌کند:

1. علیرغم قرن‌ها نزدیکی و قرب جوار، روابط بازرگانی و دوره‌های سلطهٔ سیاسی ایران بر بخش‌هایی از شبه جزیره عربستان، حضور و اثرات فرهنگی ایرانی در هنگام برآمدن اسلام در حجاز، تا حدی مستتر و نامحسوس است و در ظاهر به دشواری با توقعی که از اوضاع و احوال و مقتضیات تاریخی برمی‌خیزد، برابری می‌کند.[۱۰]
2. حضور و تاثیرهای ایرانی‌گری به خاطر مستتر و نامحسوس بودنش و به خاطر آنکه تحت الشعاع قرابت آشکار میان اسلام و دین‌های یهودی و مسیحی قرار گرفته است، کمتر واقعیت دارد. اندک بودن اسناد تاریخی مکتوب عربی دربارهٔ روزگاران پیش از اسلام و از میان رفتن کلی آثار و نوشته‌های دورهٔ ساسانی پس از چیرگی اعراب، تخمین گسترده فرهنگی حضور ایران را دشوار ساخته است.[۱۱]

از این رو برای نشان دادن حقیقت و واقعیت‌های این حضور و تأثیر به یک بررسی دقیق و کارآگاهانه نیازمند است.
- مری بویس گفته است که برخی آموزه‌های دین زرتشتی از طریق مجرای دین یهودیت به دین مسیحیت و اسلام وارد گشته است.[۱۳]
- محمدعلی امیرمعزی نوشته است که آلفرد-لویی د پرمار، تعلق محمّد به یکی فرقه‌های مسیحی-یهودی تقریباً قطعی است.[۱۴] اما اینکه محمّد به کدام فرقهٔ یهودی-مسیحی تعلق داشته، کاملاً مشخص نیست. امیرمعزّیاز ترکیبی از فرقه‌های یهودی، فرقه‌های غیرتثلیثی مسیحیت (مثل نسطوریان، آریانیان و غیره)، دگراندیشان مانوی یا حتی آمیزه‌ای از این‌ها را به‌عنوان دین محمّد محتمل می‌داند.[۱۵]

## قرآن
قرآن اشاره‌هایی به ایرانی‌ها و دینشان دارد و آن‌ها گاهی از کلمات با ریشهٔ ایرانی استفاده می‌کند. کلمات مشتق شده از زبان‌های دیگر توسط آرتور جفری (۱۹۳۸) گردآوری و تشریح داده شده است. کلمه‌های ایرانی در دیگر فرم‌های عربی هم توسط گروهی که برجسته‌ترین آن‌ها جوالیقی است، گردآوری شده است.

### خاتم النبیین
در قرآن سوره ۳۳، آیه ۴۰، محمد «خاتم انبیین» خوانده شده است. مانی نیز خود را «ختم پیامبران» می‌داند.

### سه‌خدایی در مسیحیت
قرآن در سوره ۵، آیه ۱۱۶، از سه گانگی (تثلیث) خاصی سخن می‌گوید که اعضای آن عبارتند از «خدا، مریم و عیسی». در اوایل مسیحیت، فرقه‌ای به نام Collyridianism وجود داشت که این گونه عقاید را داشتند و مریم را پرستش می‌کردند. این گونه اعتقادات منجر به تشکیل شورای افسوس شد.  این عقیده با هیچ‌یک از عقاید فرقه‌های مسیحی جور درنمی‌آید. اما به نظر می‌رسد که ریشه در عقاید مانوی دارد، زیرا این مانویان هستند که روح القدس (که مؤنث اش می‌پندارند) را با ما در کیش خود عینیت می‌دهند، هرچند، وجود یک پیشینه سامی را برای این عقیده به کلی رد نمی‌توان کرد.

### شهاب‌سنگ‌ها
اشاره قرآن (Quran 15. 17-18; 37. 7-9; 67. 5; 72. 8-9) به اینکه شهاب‌های ثاقب به سوی شیاطین پرتاب می‌شوند که در عقاید مزدیسنی (مینوی خرد) نیز نظیر دارد. البته در عباراتی که بوزانی به آنها ارجاع می‌دهد، ذکری از «پرتاب کردن» ستاره بر شیاطین و دیوان نیست، بلکه سخن از این است که بعضی ستاره‌ها جلوی دیوها را از اینکه از دروازه‌ای که نگهبانش هستند وارد شوند، مانع می‌گردند و هفت پری (ماده دیو) که به هیئت سیارات درآمده‌اند شش ستارهٔ خوب جنگ‌کنان می‌رانند (ایاتکار جاماسپیک)

### انکار مصلوب شدن عیسی مسیح
در نوشته مانویان از سه عیسی نام برده شده است: ۱-ایزدی که وظیفه او بیدار و آگاه کردن آدم است. این عیسی در فارسی میانه «ایزدشهر خرد» و «یسوع درخشان» و در پهلوی اشکانی «یسوع درخشان» نامیده شده است. ۲-عیسای زجرکش، وی هم ایزدی است که نماینده همه نورهایی است که در ظلمت اسیر شده‌اند. ۳-عیسای ناصری که مانی او را پیغمبری می‌داند که پیش از وی آمده و آمدن مانی را بشارت داده است. مانی گفته است که عیسی ناصری به واقع مصلوب نشده است، بلکه بیشتر به نظر چنان رسیده است. در قرآن، آیات ۱۵۶–۱۵۷ سوره مدنی نساء، گفته شده که عیسی را یقیناً نکشته‌اند، بلکه خداوند او را به نزد خود برده است. تور آندرائه دربارهٔ محمد می‌نویسد که «اثرات قاطع و مشخص تعالیم مانوی را در این اندیشه قرآنی که یهودیان نه عیسی را کشتند و نه به دارش آویختند (لاقتلوه و لاصلبوه، ۴:۱۵۶) بلکه اینطور به نظرشان رسید و خداوند او را به نزد خود برد» می‌بیند که عقیده مورد قبول مانویان است؛
ادعای اینکه عیسی جسم فیزیکی نداشته و مصلوب نشده است برای اولین بار توسط شاخه‌های گنوستیک مَسیحی یا توسط مسیحیان اولیه در قرن اول میلادی مطرح شد. گنوستیسیسم به عنوان یک گروه مشخص با این نام در قرن دوم میلادی هم‌زمان با پیدایش مانی پدیدار شدند اما زمان پیدایش دیدگاه گنوستیک کاملاً شفاف نیست و پیش از قرن دوم نیز وجود داشته است. ویلیام بارکلی در کتاب «موضوعات بزرگ عهد جدید» از ایگناتیوس انطاکیه در قرن اول میلادی نام برده است که بر تصلیب شدن مسیح اصرار داشت (بدان مفهوم که ادعای تصلیب نشدن مسیح مطرح شده بود). ایگناتیوس انطاکیه در نامه خود به سمیراناها خطاب به گروهی از مسیحیان اولیه که مدعی تصلیب نشدن مسیح شده بودند گفته بود «کسانی که معتقدند که رنج کشیدن مسیح فقط اینطور به نظر رسیده است خودشان نیز فقط به نظر مسیحی هستند».
به نوشته دانشنامهٔ اسلام گروهی از مسیحیان اولیه بر این باور بودند که عیسی ناصری به واقع مصلوب نشده است، بلکه بیشتر به نظر چنان رسیده است (به انگلیسی Docetism). کلمهٔ docetism برای اولین بار در نامه‌ای یافت شده است که در آن سراپیون، اسقف انطاکیه (۱۹۷–۲۰۳)، در بررسی انجیل پیتر این عقیده را در آن انجیل یافت و آن را تحریف‌شده دانست. بعدها در شورای نیقیه این عقیده به عنوان بدعت از مسیحیت کنار گذاشته شد. دانشنامهٔ اسلام منشأ عقیدهٔ مسلمانان در مورد تصلیب عیسی را منسوب به این دکترین می‌داند.

### حوریان بهشتی
اسلام‌شناسان بسیاری تلاش کرده‌اند تصویر قرآنی از حوریان را توضیح دهند: کارا دو وو آن را مانند تصاویر مینیاتوری مسیحیان از فرشتگان می‌داند. اما یافتن ریشهٔ اصلی تنها با استفاده از قرآن و حدیث سخت است. شارل لدی (به فرانسوی: Charles-J. Ledit) حوریان را نشأت گرفته از مدیتیشن محمد و سختی‌هایی که به آن مواجه بوده می‌داند. به عقیده بوزانی، حوریان بهشتی اسلام برگرفته از دین زرتشتی و مانوی است (بنگرید به زراتشت نامه و متن سغدی مانوی «هشتاد فرشته دوشیزه» که به موجب این متن، حوریان به پیشباز نیکوکارانی که درگذشته‌اند می‌روند و آن‌ها را تسلی می‌دهند و این صورت تفخیم شده «ودای مزدیسینی» است). شائول شاکد (به استناد گری، زوندرمان، بوزانی) هم ایده حوریان بهشتی را، وام‌گیری از اندیشه زرتشتیان می‌داند که به نظرش، نقطه مقابل daēnā مذکر است.

### نمازهای روزانه
بوزانی تعداد نمازهای شبانه روز را تأثیری از اندیشه ایرانی بر اسلام می‌داند. گ مونوت بر این عقیده است که اگرچه نمی‌توان تساوی تعداد نمازهای روزانه را مهم دانست، چرا که تعداد نمازها در اسلام از آغاز پیوسته تغییر یافت و چیزی نبود که از پیش برنامه‌ریزی شده باشد. او با استناد به کتاب‌های ابن‌ندیم و شهرستانی تعداد نمازهای واجب در مانویت را چهار تا می‌داند. با این حال، گرهارد باورینگ تعداد نمازهای روزانه (که پنجگانه هستند) را الگو گرفته از دین زرتشتی مزدایی می‌داند. او همچنین، چهار بار به خاک افتادن (سجده) را الگوگیری اسلام از دین مانوی‌ها می‌داند. به عقیده بوزانی زکات، روزه، نمازهای پنجگانه عبادی که از ارکان عبادی اسلام هستند، به صور کاملاً همانند در میان مانویان وجود داشتهاست. در مانویت پیش از برگزاری نمازهای واجب عبادی، باید مانند اسلام وضو گرفت و اگر آب در دسترس نباشد، می‌توان با خاک تیمم کرد. در دین مانوی در هر نماز، رکوع و سجودهایی مانند آنچه در هر رکعت نماز مسلمانان دیده می‌شود، وجود داشته است. گلدزیهر هم می‌گوید که تعداد نمازهای پنجگانه دین زرتشت بر اسلام تأثیر گذاشته است.

### هاروت و ماروت
بوزانی نوشته است که هاروت و ماروت (سوره۲، آیه ۱۰۲)، بازتاب دور نام دو تن از امشاسپندان زرتشتی یعنی هئوروتات و امرتات است که با گذاشتن از صافی مآخذ و منابع مختلف، به این صورت در آمدهاند. اما شاپور شهبازی می‌نویسند این دو امشاسپندان، خرداد و اَمرداد نام داشتند.

### برزخ
به عقیده لانگ کریستین، مفهوم برزخ را تحت تأثیر یهودیت می‌داند و به بخشی‌هایی از عهد عتیق مانند مزامیر داود که در آن عالمی مانند برزخ توصیف شده است اشاره می‌کند. گرچه این احتمال هم وجود دارد که کلمه برزخ، از فارسی فرسخ گرفته شده است. به گفته شاکد، ایده برزخ، زادگاه ایرانی (احتمالاً از burz-axw به معنی «فراهستی») است که در احادیث اسلامی هم، در زمینه‌های مشابه به کار رفته است. شاکد می‌نویسد که اصطلاح قرآنی «الاَعرف»، جایگانی برای ارواح که نه به بهشت و نه به جهنم، تعلق دارد، می‌تواند بازتابی از اندیشه سه شاخه‌ای زرتشتیان برای ارواح مردگان باشد. ریپین هم معتقد است کلمه برزخ وام‌واژه‌ای از فارسی است.

### شرط‌بندی جنگ ایران و روم
کیستر بر مبنای احادیث و تفسیرهای آیه ۲۶ از سوره ۸ قرآن به این نتیجه رسیده است که اهالی شبه جزیره از قدرت ایران و بیزانس، با آگاهی از رقابت میان آن‌ها و کوشش احتیاط آمیز ایران برای به دست آوردن چیرگی بر حجاز بیمناک بودند. ابن سعید، از علمای حدیث قرن هفتم/سیزدهم، حدیث جالبی را نقل می‌کند که حاکی از آن که ایران بر آن بود که مکه را به زیر سلطه خود درآورد: «هنگامی که قباذ به کیش مزدک گروید و پادشاه لخمی حیره را که از دعوی وی متابعت نکرده خلع کرد، از جانشین او حارث الکندی خواست که دین خود را بر اعراب «نجد و تهامه» بقبولاند. در مکه عدهای از مردم بودند که به کیش مزدکی گرویدند (تَزَندقَ) و هنگامی که اسلام ظهور کرد، هنوز گرومی از مردم بودند که از مزدکیان سابق شمرده می‌شدند. به نظر می‌آید که که این عمل با سلطه یهودیان بر قبایل اوس و خزرج ارتباط داشته است، هر چند ابن سعید در کتاب نشوةالطرب خود جزئیات مهمی از تداوم نظارت ساسانیان بر مدینه حتی پس از آن که سلطه یهود از آنجا برافتاد، به دست می‌دهد. گذشته از این ابن سعید روایت می‌کند که میان یهودیان و اوس و خزرج اغلب جنگ درمی‌گرفت، تا اینکه عمروبن اطنابه وارد دربار نعمان بن منذر، پادشاه حیره شد و وی او را به حکمرانی مدینه گماشت. ابن سعید هجویهای را که پدر حسان بن ثابت علیه عمرو سروده بود را نقل می‌کند که درست بودن داستان را تأیید می‌کند. این امر با حدیثی که ابن خردادبه نقل کرده است، موافقت دارد؛ و گواه بر ادامه نظارت ایران بر مدینه در طی بخش دوم قرن ششم می‌باشد.
انز کَریک به نقل از مفسران قرآن (سوره ۳۰، آیات ۱–۴)، نوشته است که مشرکان با ابوبکر، شرط‌بندی کرده‌اند که پیش‌بینی محمد دربارهٔ پیروزی بیزانس و شکست ایران، عملی نخواهد شد؛ که در نهایت، ابوبکر برنده شرط‌بندی شد.

### رستاخیز زرتشتی و مانوی در قرآن
به عقیده مری بویس، زرتشت، اولین کسی بود که عقاید مربوط به داوری فردی، بهشت و دوزخ و رستاخیز آیندهٔ تن، قیامت و داوری در روز پسین و زندگانی جاویدان پس از بهم پیوستن مجدد جسم و جان را تَعلیم داد. این معتقدات مقدر بود که بر اثر وامگیری به وسیله دین یهود، دین مسیحی و دین اسلام، معتقدات مأنوس و آشنای مذهبی بسیاری از مردم جهان گردد. شاکد می‌پندارد که عقاید رستاخیز و قیامت، از مسیر ادیان‌های سامی (یهود و مسیحیت) به اسلام راه پیدا کرده است. همچنین تورد السون هم، شباهت‌های نزدیکی بین رستاخیز مانویان و متن قرآن یافته است.

### جزیه
لغت جزیه (قرآن، ۹:۲۹) به احتمال بالا وام واژه عربی از گَزیتَک پارسی میانه است که ساسانیان از طبقه پائین جامعه می‌گرفتند که طبقه اشراف‌زاده، روحانیون، دبیران و املاک داران (دهقان) از دادن آن معاف بودند.

## لغات در قرآن
به نوشته ریپین، بیش از ۳۰۰ لغت در قرآن، از زبان‌های عبری، سریانی، آرامی و نبطی، فارسی، قبطی، لاتین و یونانی و اتوپیایی وام‌گیری کرده است. سیبَویه نوشته است که لغت‌های فارسی که شامل حرف گ هستند، در زبان عربی به شکل ج یا ق در می‌آیند و حرف پ به ب و ف و حرف ش به صورت س در می‌آید. او همچنین می‌نویسد که پسوند ـَک در فارسی، در زبان عربی به ـَج یا ـَق در می‌آید. ابن هشام روایت کرده که هنگامی که محمد می‌خواست تا پیروانش را با یاد خوشیهایی که برای درستکاران اندوخته شده است متأثر سازد (و شاید برای مقابله با رقیبش نضر بن حارث در مدینه، که داستانهایی دربارهٔ پهلوانهای ایرانی چون رستم و اسفندیار می‌گفت و شنوندگان سخنان محمد را به سوی خود می‌کشاند)، بارها از اصطلاحات فارسی استفاده کرده، زیرا شکوه و تجملات زندگی درباری ایران از دیرباز در میان عربها مشهور بوده و به آن مثال می‌زدند.
- مجوس برگرفته از پارسی باستان مگوش،[Latin ۵] اکدی مگوشو،[Latin ۶] سریانی مگوشا،[Latin ۷] یونانی μάϒος است که به زرتشتیان اختصاص دارد.[۵۱] به نوشته یارشاطر، کلمه مجوس برگرفته از فارسی باستان maguš، فارسی میانه muv، پهلوی اشکانی mug و در نهایت از طریق کلمه سریانی mgwš وام گرفته است.[۵۲]
- فردوس برگرفته از پَیرَیدَئیزَ[Latin ۸] اوستایی که به زبان یونانی و بیشتر زبانهای خاورمیانه رفته و به احتمال زیاد از طریق مسیحیان عراق وارد زبان عربی شده است.[۵۳] ریپین هم وامگیری از زبان عربی را تأیید می‌کند.[۵۴]
- کلمه رزق، از طریق زبان سریانی، از ریشه فارسی میانه rōzīg برگرفته شده است.[۵۵]
- جبت (بُت) عربی (قرآن ۴:۵۱) وام‌واژه فارسی است.[۵۶]
- ابابیل در قرآن سوره ۱۰۵، آیه ۳ ابابیل جمع «اَبله مرغان» است.[۵۷]
- رزق کلمه رزق، از طریق زبان سریانی، از ریشه فارسی میانه rōzīg برگرفته شده است.[۵۸]
- کلمه عربی استبرق (به معنی حریر) (۱۸:۳۱ و ۴۴:۵۳)، برگرفته از فارسی به معنی حریر است.[۵۹]
- نماریق عربی (به معنی بالشتک؛ قرآن ۸۸:۱۵)، برگرفته از فارسی است.[۶۰]
- رحیق عربی (قرآن ۸۳:۲۵) وام‌واژه فارسی است.[۶۱]
- زنجبیل عربی (قرآن ۷۶:۱۷) وام‌واژه فارسی است.[۶۲]

## حدیث

### زبان فارسی
در حدیثی به ممنوع بودن نوشتن قرآن به زبان فارسی اشاره شده است؛ ولی گفته‌های متناقضی اغلب در احادیث نبوی، در مورد جایگاه زبان فارسی آمده است؛ مثلاً در حدیثی آمده که چون خداوند می‌خواست چیزی ملایم بگوید، آن را بر فرشتگان مقرب خود به فارسی دری می‌فرستاد، اما چون می‌خواست چیزی را بگوید که در آن خشونت و تندی وجود داشت، به زبان عربی نازل می‌کرد. دیدگاه دیگری نیز وجود دارد که می‌گوید بدترین زبانی که خداوند از آن بیزار است، فارسی است.

### پل صراط
به عقیده دوشن گیمن پل حسابرسی شخص، یعنی پل چینوت (در اوستایی: سینوَتُ) در اسلام به عنوان «پل صراط» به پایان جهان و به روز قیامت نام برده شده است.

### سگ‌کشی
گلدزیهر از جمله تأثیرات ناشی از مقابله و واکنش منفی نسبت به باورهای ایرانی، نگرش به سگ را ذکر می‌کند که در دین مزدیسنی جانوری مقدس محسوب می‌شود، ولی در اسلام از جنبهٔ آیینی نجس است. از نگاه گلدزیهر، مسلمانان در اوایل سگ را نجس نمی‌دانستند و حتی وجود آن در مسجد هم تحمل می‌شد، اما سپس، شاید بسبب اینکه باید با زرتشتی‌ها متفاوت باشند، این نگرش را تغییر دادند. جاحظ در اینباره می‌گوید: «پیامبر به ما دستور داده که سگان را بکشیم، او بعدها ما را از کشتن سگ‌ها منع کرد و گفت فقط از سگ سیاه تیره (بهیم) برحذر باشید که دو خال بر بالای چشمانش دارد، زیرا چنین سگی شیطان است.» ظاهراً اشاره این خصوصیات به سگ‌های ویژه زرتشتیان باشد که آن‌ها را با خود به مراسم سگ‌دید (مراسمی که جسد مرده‌ها را در اختیار سگ‌ها قرار می‌دادند) می‌بردند. دست کم، بر اساس این سنت، مسئله اسلام با سگ‌ها، با دین زرتشت ارتباط دارد. جاحظ در بخش دیگری از کتاب خودش می‌گوید که زرتشتیان سگ‌ها را با خود به نزدیکی جسد می‌برده‌اند تا آن را ببوید، چون عقیده دارند که سگ با بو کشیدنش، نشان می‌دهد که وی زنده است یا مرده، زیرا در صورت زنده بودن، آن را گاز می‌گیرد.

### معراج
برخی پژوهشگران در بررسی جزئیات معراج در قرآن و احادیث شباهت‌هایی بین مولفه‌های معراج و داستان‌های مشابه در آثار پیشین می‌یابد. به عنوان مثال نردبان یاد شده در احادیث می‌تواند یکسان با نردبان یعقوب در سفر پیدایش باشد. کتاب یوبیل اتیوپیان این نردبان را «maʿāreg» نامیده است. این کلمه که احتمالاً از کتاب یوبیل برگرفته شده کلمه‌ای شناخته شده بود، در آثار مندائی نیز به کار رفته است، و شباهت‌هایی نیز با نردبان مرده در اساطیر میترایی و مانوی دارد.
ادگار بلوشه در مقالهٔ خود به نام «تقریراتی دربارهٔ تاریخ دینی ایران، بخش دوم: اسری یا معراج محمد» که در دو بخش در مجلهٔ بررسی تاریخ ادیان (۱۸۹۹) به چاپ رسید، پس از بررسی همهٔ منابع و مآخذ موجود، به این نتیجه رسید که خاستگاه داستان معراج محمد به آسمان به شرحی که اصحاب حدیث و مفسران قرآن بر گرد آیهٔ نخست سوره ۱۷ که آیه‌ای بسیار موجز و مبهم است، پرداخته‌اند، نمی‌تواند جز روایت ایرانی سفر به آسمان که معروفترین نمونهٔ آن داستان «ارداویراز» و سفر او به بهشت و دوزخ است (داستانی که سرمشق کمدی الهی دانته نیز می‌تواند باشد) بوده باشد. وی برای قوت بخشیدن به فرض خود استدلال می‌کند که نام بُراق، مرکب که بدن الاغ و سر انسان داره و محمد را به سفر معراج می‌برده، یک واژه خارجی است که از واژه فارسی میانه بارَک (فارسی امروزی باره) به معنی «مَرکب» گرفته شده که در بافتهای تقریباً مشابه به کار می‌رفته است. در حالی که کریستن گرابر کلمهٔ براق را به استناد به دمیری کلمه‌ای عربی از ریشهٔ «برق» و به معنی «رعد و برق کوچک» می‌داند. در مقابل به نوشته شائول شاکد ادبیات اسلامی مربوط به معراج، عناصر قطعی دارد که آن را به ژانر ادبیات مشابه از ارداویراز نامگ آورد.

### ایستاده ادرار کردن
در متون اسلامی ادرار در حالت ایستاده منع شده است. چندین حدیث برای و علیه این عمل توسط بدرالدین زرکشی نقل شده است، ولی زمینه آن در متون حدیثی گسترده است. همین قدغن را در ادبیات زرتشتی تأکید شده است. ابن قتیبه دینوری می‌گوید که این را سنت ایرانی ذکر می‌کند. همین موضوع در ادبیات تلمود یهودی گفته شده، و احتمال دارد، گرچه قطعی نیست که از طریق سنت ایرانی به سنت یهودی و اسلامی منتقل شده باشد.

### قورباغه
حدیثی در مورد نکشتن قورباغه‌ها وجود دارد. زرتشتیان معتقد به کشتن قورباغه (به عنوان حیوان اهریمنی xrafstar، اوستایی: xrafstra) بودند و قورباغه را نماینده بدترین اهریمن (دیو) می‌دانستند.

### کمان ایرانی
علیه استفاده از کمان ایرانی حدیثی وجود دارد، در حالی در طرف مقابل هم حدیث وجود دارد.

### منع تجمل‌گرایی
ممنوعیت درماندن در خانه ایرانی، در حالی که در خانه کالاهای لوکس دیده می‌شود. این ممنوعیت ریشه در تمایل ریاضت کشی که در ابتدای اسلام بنیان‌گذاری شده بود؛ و در آن زمان نشانه‌هایی از پیوستگی ذهن اعراب با تزئینات و کالای لوکس خانواده‌های ایرانی وجود داشته است.

### نمازهای ایرانی
فرمان قدغن از عمر بن خطاب (به نقل از ابن تیمیه) علیه عبادت‌هایی که معروف به «رطانت العجم» که به ایرانی‌ها اشاره دارد. اصطلاح رطانه وام واژه عربی از سریانی رطنا است که نماز خواندن زرتشتیان تخصیص داده شده است.

### نوروز و مهرگان
جشن نوروز و مهرگان (به نقل از ابن تیمیه) منع شده است، همراه با هشدار اینکه کسانی که این روزها را جشن می‌گیرند، در قیامت خود را جز بی‌دین‌ها و کافرها می‌یابند.

### شطرنج و تخته‌نرد
در قرآن قماربازی حرام اعلام شده است. به گفته زمخشری، دو تا از موارد قمار، تخته نرد و شطرنج است که از جمله قمارهای ایرانی‌ها «من المیسر العجم» بود و محمد و علی بن ابی‌طالب این بازی‌ها را قدغن کردند.

## شخصیت‌ها
- تور آندرائه میان بعضی از داستان‌های مربوط به شرایط تولد محمد در منابع عربی با آنچه دربارهٔ تولد زرتشت در کتاب هفتم دینکرد آمده است، شباهت‌هایی یافته است.[۸۰]
- هانری کربن تناظری بین آناهیتا (الههٔ باروری و آبهای روان ایران باستان) و فاطمه در باورهای عامیانه و افسانه‌ها مشاهده نموده است.[۸۱]

## لاتین
1. ↑  xradēšahr yazd
2. ↑  yišō ispixtān
3. ↑  yašō zīwā
4. ↑  gazītak
5. ↑  magus̲h̲
6. ↑  magus̲h̲u
7. ↑  mgōs̲h̲ā
8. ↑  pairidaēza
9. ↑  cinvato
10. ↑  reṭnā